# Ugljarevac
Ugljarevac (cyr. Угљаревац) – wieś w Serbii, w okręgu szumadijskim, w mieście Kragujevac. W 2011 roku liczyła 129 mieszkańców.